# Bernhard August Prestinari

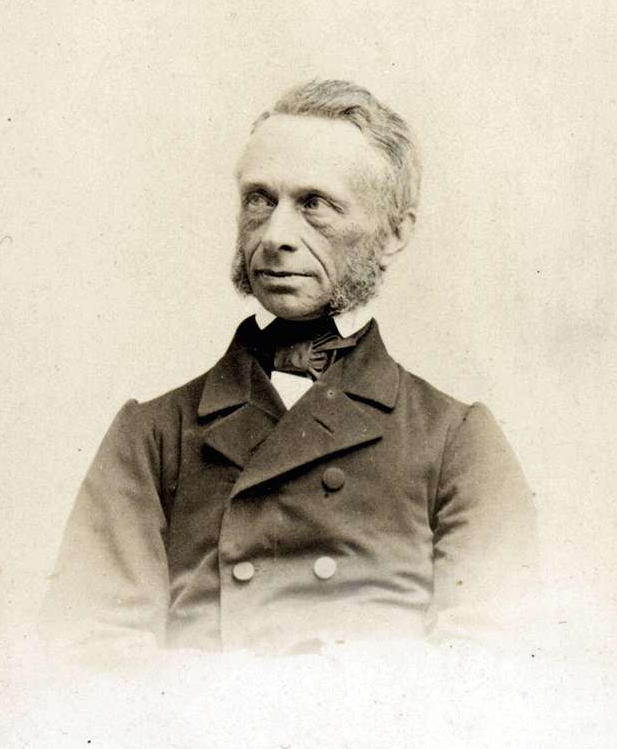
Bernhard August Prestinari Quelle: LA BW 231 Nr. 2937 (292) (Ausschnitt)

Bernhard August Prestinari (* 9. Dezember 1811 in Bruchsal; † 1. März 1893 in Karlsruhe) war ein Jurist, Direktor des Katholischen Oberkirchenrats in Karlsruhe, Hofgerichtspräsident in Konstanz sowie badischer Abgeordneter in beiden Kammern.

## Leben
Einige Mitglieder des oberitalienischen Geschlechts Prestinari, wanderten Anfang des 18. Jahrhunderts von Sala am Comer See nach Süddeutschland aus. Als Bernhard August Prestinari am 9. Dezember 1811 in Bruchsal geboren wurde, war die Familie Prestinari gut in der neuen Heimat angekommen und integriert. So findet sich 1819 der Vater Franz Prestinari in Bruchsal als einer von 32 Wahlmännern für die Wahl zur zweiten Kammer der badischen Landesstände und war verheiratet mit Anna Siegel, der Tochter eines mannheimer Regierungsdirektors.
Bernhard August Prestinari heiratete 1838 Luitgarde Mosthaf, die Tochter eines Regierungsdirektors aus Ellwangen. Mit ihr hatte er drei Töchter. Seine Tochter Sophie war verheiratet mit dem Wasserbauingenieur und späteren Finanzminister von Baden, Max Honsell. 1868 gehörte er zu den Gründungsmitgliedern des Vereins für Geschichte des Bodensees und seiner Umgebung.
Nach einer langen, ereignisreichen Karriere als Beamter im Großherzogtum Baden verbrachte er seinen Ruhestand in Karlsruhe, wo er am 1. März 1893 starb.

## Laufbahn
In den badischen Dienst übernommen wurde Bernhard August Prestinari 1833, da hatte er ein Jurastudium in Heidelberg und die Staatsprüfung erfolgreich absolviert. Nach Stationen in Bruchsal, Mannheim und Rastatt wurde er Anfang des Revolutionsjahres 1848 Ministerialrat im Justizministerium. Im selben Jahr wählte ihn der Bezirk Bruchsal als Abgeordneten der zweiten Kammer in den badischen Landtag. Seine Heimatstadt vertrat er dort 20 Jahre, sechs davon (1854 bis 1860) als 2. stellvertretender Vorsitzender. Die Revolutionswirren brachten ihn im Mai 1849 in einen ersten Loyalitätskonflikt. Großherzog Leopold war nach Koblenz geflohen und die Revolutionsführer forderten von den verbliebenen Beamten einen Eid auf die neue Revolutions-Regierung zu leisten. Prestinari wollte nach eigenen Aussagen nicht „die ganze materielle Verwaltung der Revolution überlassen“ und entschied sich zusammen mit einer Reihe weiterer Ministerial-Beamter, den Eid mit dem Zusatz zu leisten „unbeschadet meiner auf die Landesverfassung geschehenen Verpflichtung“. Tatsächlich führte diese Entscheidung zu keinem Karriere-Einbruch, nachdem die Revolution durch die preußische Armee gewaltsam niedergeschlagen und die alte Ordnung wieder hergestellt war.

Nach einer kurzen Zwischenstation als Vorsitzender Rat am Hofgericht in Bruchsal trat 1852 der Präsident des Justizministeriums mit der Bitte an ihn heran, das Amt des Präsidenten des Katholischen Oberkirchenrats zu übernehmen. Zu diesem Zeitpunkt waren schon erste Verwerfungen zwischen dem (evangelischen) Landesherrn und der Diözese in Freiburg entstanden. Erwachsen waren diese Probleme aus dem Reichsdeputationshauptschluss von 1803 in dem Baden große Teile ehemals katholisch regierter Gebiete zugeschlagen wurden. Die Wahl fiel auf Prestinari, weil man für dieses Amt einen Mann brauche 

„der das Vertrauen der Kirche ebenso wie der Regierung besitze [und dadurch] sehr viel dazu beitragen könnte, ein für alle Teile wünschenswertes friedliches Verhältnis zwischen Staat und Kirche herzustellen und zu erhalten.“

 Dass ihm die Schwierigkeiten bewusst waren, die das neue Amt mit sich bringen würden, wird aus dem Schreiben an das Erzbischöfliche Ordinariat deutlich, mit dem er seinen Amtsantritt bekannt gibt: 

„[…] ich werde die Rechte der Kirche, wie des Staates, heilig achten. Wären die Grenzen der beiderseitigen Rechte klar und bestimmt, so wäre mein Amt ein leichtes; es ist schwierig, weil sie im Streite liegen.“

Und ein Streit sollte es werden. Er ist als Badischer Kirchenstreit oder Badischer Kulturkampf in die Geschichtsbücher eingegangen und nahm vieles vorweg, was 20 Jahre später für das gesamte Deutsche Kaiserreich im Kulturkampf wieder aufgenommen wurde. Im Übrigen scheint es so zu sein, dass schon im badischen Kirchenstreit Bismarck eine Konflikt treibende Rolle gespielt hat. Für Prestinari hatte der Streit sehr schnell auch persönliche Konsequenzen. Am 15. November 1853 exkommunizierte Erzbischof Hermann von Vicari Prestinari und alle Mitglieder des katholischen Oberkirchenrats. Für den gläubigen und bis dahin aktiv praktizierenden katholischen Christen Prestinari hatte das nicht nur zur Folge, dass er vom Gottesdienst und der Feier der Eucharistie ausgeschlossen war. Der Kirchenbann bedeutete auch, dass offiziell kein katholischer Christ freiwillig mit ihm verkehren durfte, ohne sich selbst in die Gefahr zu begeben, den kleinen Kirchenbann auf sich zu ziehen. Christoph Schmider zeigt in seinem Aufsatz, wie das erzbischöfliche Ordinariat diese Regeln durchzusetzen gewillt war. Im März 1854 macht es den Pfarrer der Wiesental Gemeinde darauf aufmerksam, dass alle katholischen Würdenträger, die an einem offiziellen Bankett mit dem exkommunizierten Oberkirchenrat Meier teilgenommen hatten, mit der teilweisen Exkommunikation zu belegen seien. Davon würde in diesem Fall ausnahmsweise noch einmal abgesehen werden, weil den Beschuldigten Unwissenheit unterstellt würde.
Nachdem die Verhandlungen über eine Konvention zwischen dem Großherzogtum Baden und dem Vatikan abgeschlossen waren, bewarb sich Bernhard August Prestinari um die Stelle des Präsidenten des Konstanzer Hofgerichts, die ihm 1860 zugesprochen wurde und die er bis zu seiner Pensionierung 1879 ausfüllte. Zehn Jahre vor seiner Pensionierung versuchte das Justizministerium ihn zu einem Wechsel auf die Stelle des Karlsruher Hofgerichtspräsidenten zu bewegen, was Prestinari ablehnte.
Vom Großherzog wurde er für den Landtag 1879/80 zum Mitglieder der ersten Kammer ernannt, eine Verlängerung dieser Mitgliedschaft musste er aus gesundheitlichen Gründen ablehnen.